# سليم بيرقدار
سليم بيرقدار (بالتركية: Selim Bayraktar)‏ (ولد في 17 يونيو 1975) ممثل تركي، مثل دور «سمبل آغا» في حريم السلطان.

## الحياة المهنية
ولد سليم بيرقدار في كركوك، العراق، في عام 1975، من عائلة من تركمان العراق. كطفل بدأ أداء في مسابقات الجمباز. خلال الأيام الأخيرة من الحرب العراقية الإيرانية، عندما تمت زيارة مدرسته من قبل أحد أشباه صدام حسين لتجنيد بعض الصبية للخدمة العسكرية. تم اختياره للخدمة في الجيش فقررت عائلته تهريبه إلى تركيا. بدأ العمل في مسرح الدولة التركية بعد تخرجه من جامعة حجة تبة في عام 2000.
سليم يتحدث التركية، التركية العثمانية، العربية والكردية.

## أعماله
| التلفزيون | التلفزيون                     | التلفزيون                  | التلفزيون |
| العام     | الظهور                        | الدور                      | الملاحظات |
| --------- | ----------------------------- | -------------------------- | --------- |
| 2006      | جسر                           | اردال                      | مسلسل     |
| 2006      | إذا كان لدي سحابة             | محمود باشا                 | مسلسل     |
| 2011-14   | حريم السلطان                  | سمبل آغا                   | مسلسل     |
| 2017      | كوبان ييلديزي                 | زاكر                       | مسلسل     |
| 2017-18   | جرائم صغيرة                   | المعلم أديب                | مسلسل     |
| 2020      | بزوغ الإمبراطورية: العثمانيون | خليل باشا الجاندرلي الصغير | مسلسل     |
| 2021      | الملحمة                       | ألباغو خان                 | مسلسل     |
| 2023      | رسالة وداع                    | ضياء كارلي                 | مسلسل     |
| 2024-     | محمد: سلطان الفتوحات          | خليل باشا جاندارلي         | مسلسل     |

## وصلات خارجية
- سليم بيرقدار على موقع IMDb (الإنجليزية)
- سليم بيرقدار على موقع ألو سيني (الفرنسية)
- سليم بيرقدار على موقع قاعدة بيانات الفيلم (الإنجليزية)